# Ambaljeeranahalli, Nagamangala
Ambaljeeranahalli là một làng thuộc tehsil Nagamangala, huyện Mandya, bang Karnataka, Ấn Độ.